# Trępel
Trępel – osada w Polsce położona w województwie kujawsko-pomorskim, w powiecie świeckim, w gminie Pruszcz. Miejscowość wchodzi w skład sołectwa Rudki.
W latach 1975–1998 miejscowość administracyjnie należała do województwa bydgoskiego.
Miejscowość leży na terenie Nadwiślańskiego Parku Krajobrazowego.